# Paioli
Paioli è un produttore italiano di parti per la sospensione e alimentazioni di biciclette, motocicli, ATV, autoveicoli e treni.

## Storia
Inizialmente nasce come negozio di accessori per biciclette e ciclomotori (1911) commercializzando parafanghi in acciaio Inox, molle per le sotto sella e reti di protezione dei raggi per le ruote posteriori delle biciclette. Via via passa alla produzione di questi componenti passando anche ad altre parti per motociclette. Nell'ambito della produzione motociclistica è improntata per la fornitura a mezzi di qualsiasi fascia, dai ciclomotori ai mezzi da competizione del motomondiale.